# Filt (textil)

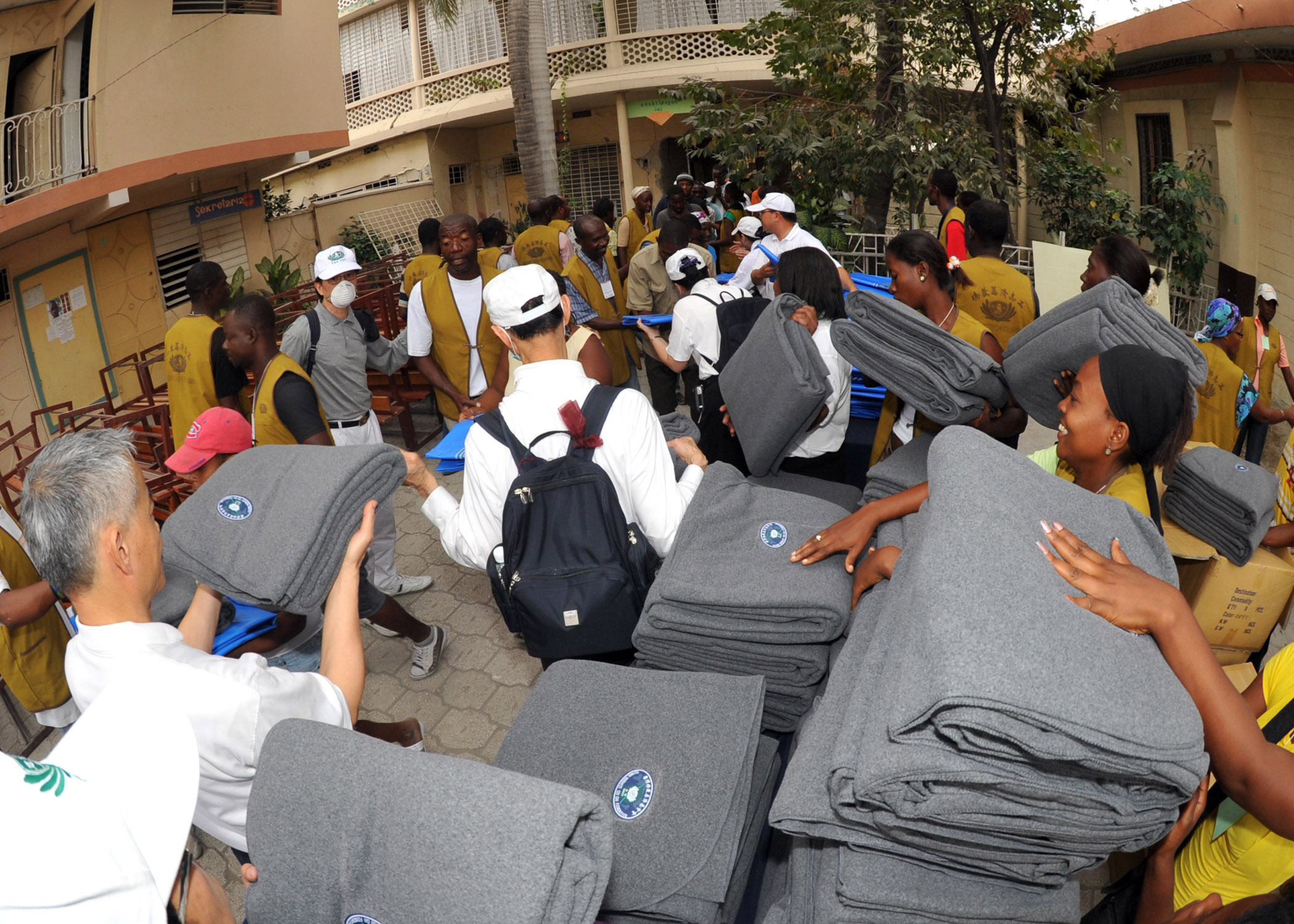
Filtar delas ut som välgörenhet till haitier.

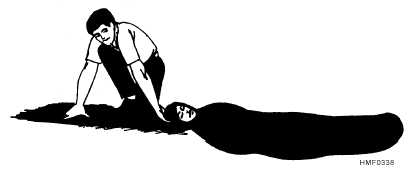
En bild som visar en man som drar en kvinna med hjälp av en filt.

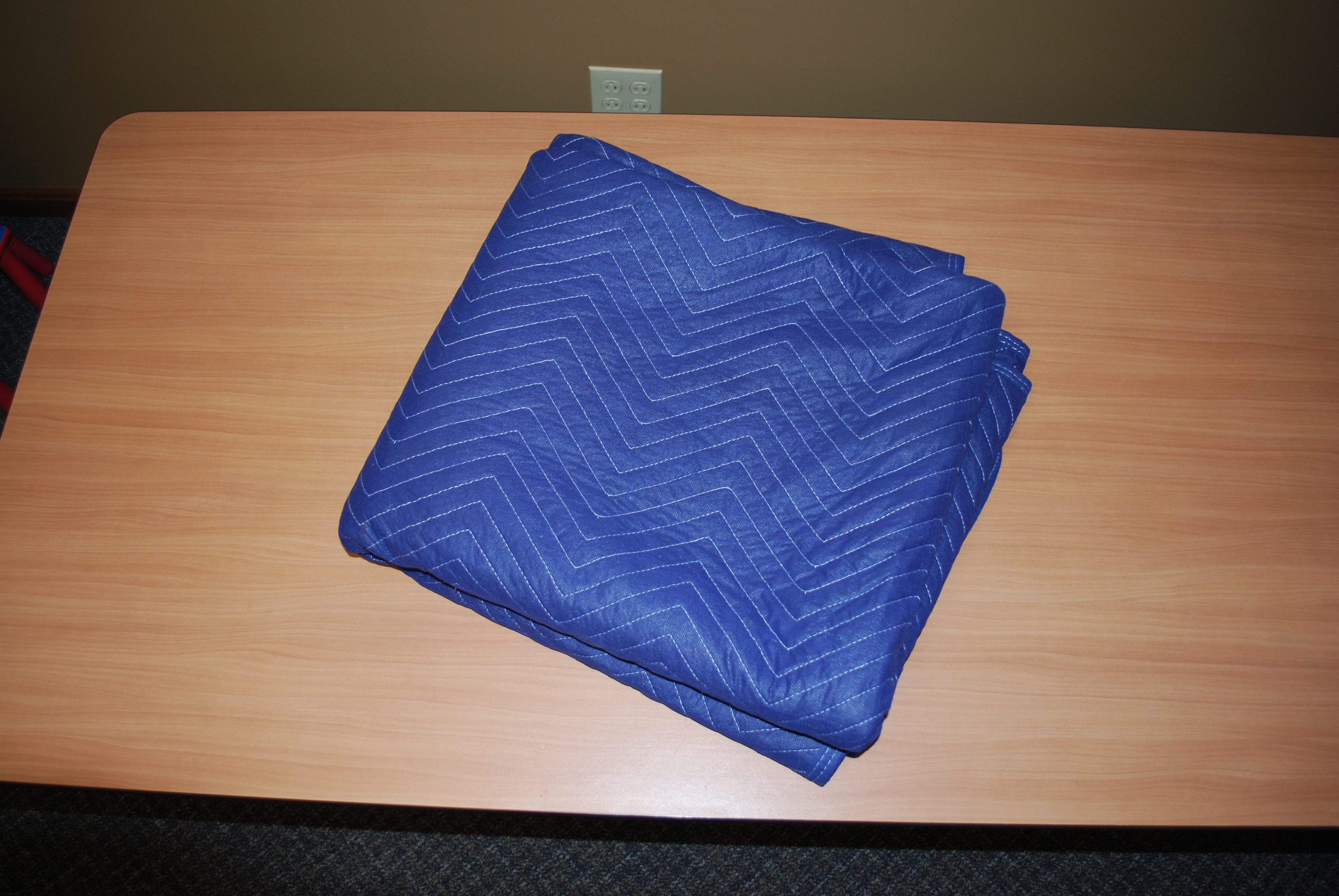
En hopvikt flyttfilt.

Filt är ett större stycke, ofta av textilmaterial, som används till olika ändamål. Den kan användas för att hjälpa en kropp att hålla värmen genom att en mängd luft hålls kvar och värms upp av kroppsvärmen. Den kan även användas som ett täcke vid sömn och vila eller som underlag på exempelvis en picknick. Det finns även filtar som är avsedda för särskilda ändamål, som brandfilt som används för att släcka mindre bränder.
Traditionellt tillverkas filtar av ylle, men numera finns det gott om filtar i andra material, till exempel polyester och fleece.
Pläd är vanligtvis en mindre eller lättare filt som ofta är utformad som en matta.

## Olika typer av filtar

### Sängfilt
Sängfiltars mått är standardiserade i EN 14:1994, som också gäller som svensk standard SS-EN 14. Mått i centimeter:
- 75 × 100
- 100 × 150
- 150 × 200
- 180 × 240
- 200 × 240
- 220 × 240
- 280 × 240
- 300 × 240

Standarden föreskriver också att filtar ska måttmärkas på ett beständigt sätt, och definierar ett antal olika tillverkningsmetoder.

### Militärfilt
Med militärfilt avses vanligen filtar som tillverkats för användning främst som sängfiltar inom försvarsmakten. Svenska militärfiltar är för det mesta gråa till färgen och förekommer i olika utföranden. Efter nedbantningen av den svenska försvarsmakten har militärfiltar varit en stapelvara i militära överskottsaffärer. De används numera av exempelvis flyttfirmor (för att skydda möbler som flyttas), av scouter (se även lägerbålsfilt nedan) och av lajvare.

### Motorfilt
En motorfilt är en mycket grov och sträv typ av militärfilt.

### Hästfilt
En hästfilt är en ofta lite grövre filt som är avsedd att användas som tillfälligt hästtäcke. En hästfilt är vanligen av större format än en ordinär sängfilt.

### Lägerbålsfilt
Lägerbålsfiltar används vanligen av scouter. En lägerbålsfilt används som poncho vid exempelvis lägerbål och har en öppning för huvudet. Lägerbålsfilten kan förses med märken eller andra dekorationer.

### Hudson Bay-filt
- Hudson Bay-filt

### Flyttfilt
En flyttfilt används för att skydda föremål under transport och förvaring.